# IRIX
IRIX — операційна система, яка використовується на робочих станціях фірми Silicon Graphics (SGI) архітектури MIPS. Побудована на UNIX System V і містить у собі резолюцію BSD.
Основне застосування — професіональні задачі, які пов'язані із застосуванням програмного забезпечення, яке потребує великих графічних ресурсів. На домашніх комп'ютерах практично не використовується. Використовує менеджер робочого столу 4dwm.
На сьогодні SGI відмовилась від підтримки IRIX на користь Linux-рішень.